# Ingeborg Valdemarsdotter av Sverige
Ingeborg Valdemarsdotter, född 1261 eller 1263, död 1290 eller 1292, var en svensk prinsessa och grevinna av Holstein.
Hon var dotter till den svenske kungen Valdemar Birgersson (död 1302) och Sofia Eriksdotter av Danmark (död 1286) och var en svensk prinsessa, som genom sitt äktenskap med greve Gerhard II av Holstein (död 1312) även blev grevinna av Holstein. Bröllopet mellan Ingeborg och Gerhard ägde rum 12 december 1275 och makarna fick under äktenskapet sönerna Valdemar (död 1308) och Gerhard (död 1323) samt dottern Katharina (död för 1300, gift 1296 med hertig Otto I av Pommern).